# Ptilobola
Ptilobola is een geslacht van vlinders van de familie grasmineermotten (Elachistidae).

## Soorten
- P. inornatella (Walsingham, 1891)